# 20581 Прендергаст
20581 Прендергаст (20581 Prendergast) — астероїд головного поясу, відкритий 9 вересня 1999 року.
Тіссеранів параметр щодо Юпітера — 3,412.